# 人民公园 (成都)
人民公园，是一座位于中华人民共和国四川省成都市青羊区的城市公园，总面积112,639平方米（约合169亩），靠近天府广场。人民公园原名“少城公园”，修建于1911年，是成都乃至四川最早的的公园。此园西北部有纪念四川保路运动的辛亥秋保路死事纪念碑，东门外有川军抗日阵亡将士纪念碑。

## 历史
康熙六十年（1721年），四川巡抚年羹尧在成都大城垣内新筑一城，称作“满城”，又叫“少城”，是为满族人和蒙古人修建的八旗营地。1911年（清宣统三年），时任驻防成都的将军的玉昆在巡警道周孝怀建议下，为解决八旗子弟生计，就将少城的一部分改建为了公园。将祠堂街南的荷池庭院并作一处，再将相邻胡同、水田、荒地、马厩、仓房等平为空地，在此建造起少城公园，这是四川历史上第一座公园。
公园在1914年首次扩建，园内修建起一座“辛亥秋保路死事纪念碑”，碑身呈方锥形，四面分由赵熙、颜楷、吴伯竭、张夔阶以四种书体手书“辛亥秋保路死事纪念碑”。纪念碑西侧有体育场和较射场，骆成骧、邓锡侯、刘文辉、田颂尧等人，先后是“射德会”会长。体育场南侧有楠木林、荷花池等。东侧有静宁餐馆、桃花源等川菜馆。公园里还有当时成都最大的体育广场，是省城各种集会必到之地，也是成都各团体讲演、聚会、募捐的首选。
1924年卢作孚任成都任教育厅长时对公园再次扩修，增设了民众教育馆、通俗教育馆、博物馆、图书馆、动物园和体育场，许多茶社也纷纷修建于园内，如至今仍闻名的鹤鸣茶社。公园也为越来越成为成都各进步团体等社会各界人士的主要活动阵地。1932年，少城公园举行五·九国耻纪念会，遭到军警镇压，印刷工人邹泽滋（邹趣涛）被捕。
在抗日战争期间，1937年9月5日首批出川抗战的将士在公园内誓师出发。公园也遭日军飞机轰炸，造成了重大的伤亡事故和财产损失，但纪念碑未受损坏。1949年新中国成立后也对公园进行了修整扩建，公园也改名为今天的“人民公园”。2001年至2003年公园面积扩大到155亩。现占地面积112,639平方米（近169亩）。
近年来公园内由于噪音的缘故而经常影响到公园周边居民的日常生活而屡遭投诉，管理部门开始执行禁噪的措施和整治行动，也出现过因禁噪而爆发的市民与保安间的冲突事件。 见纽约时报2016年报道 https://cn.nytimes.com/culture/20160704/china-chengdu-park-noise/ （页面存档备份，存于）

## 交通
成都地铁2号线在此设有人民公园站，人民公园汽车站有成都公交车5路、13路和37路等共11条途径的公交线路。

## 图集

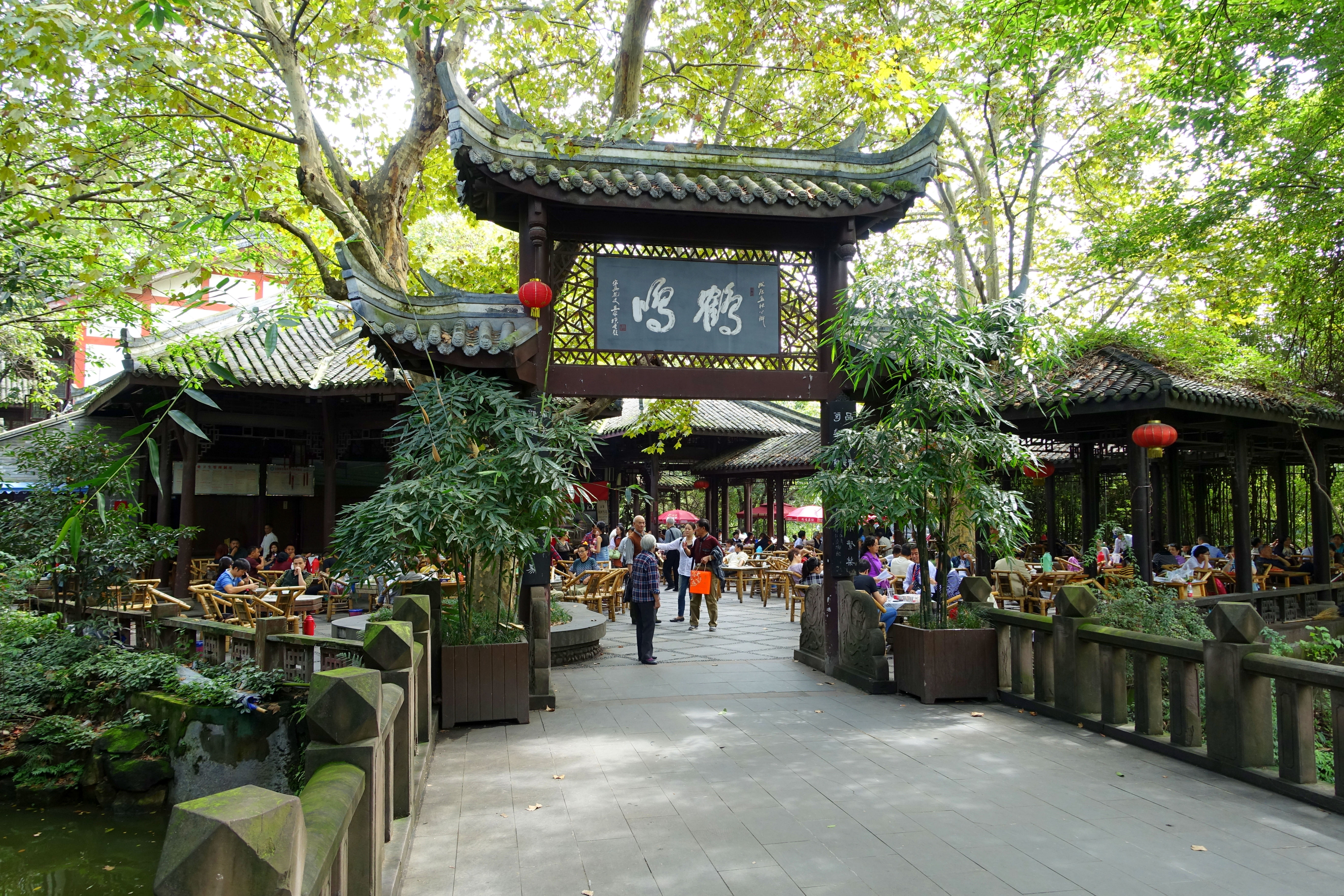
鹤鸣茶社
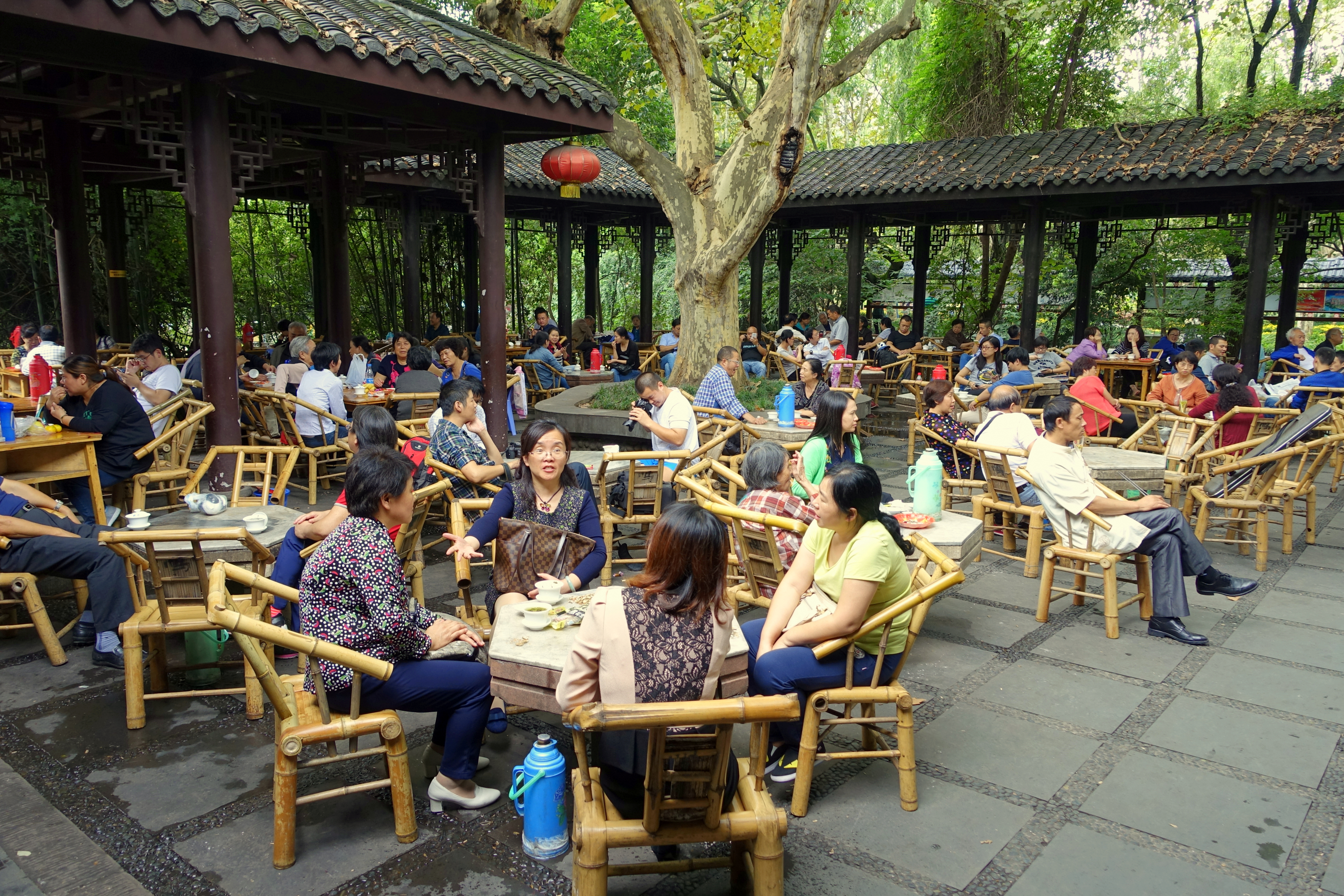
鹤鸣茶社
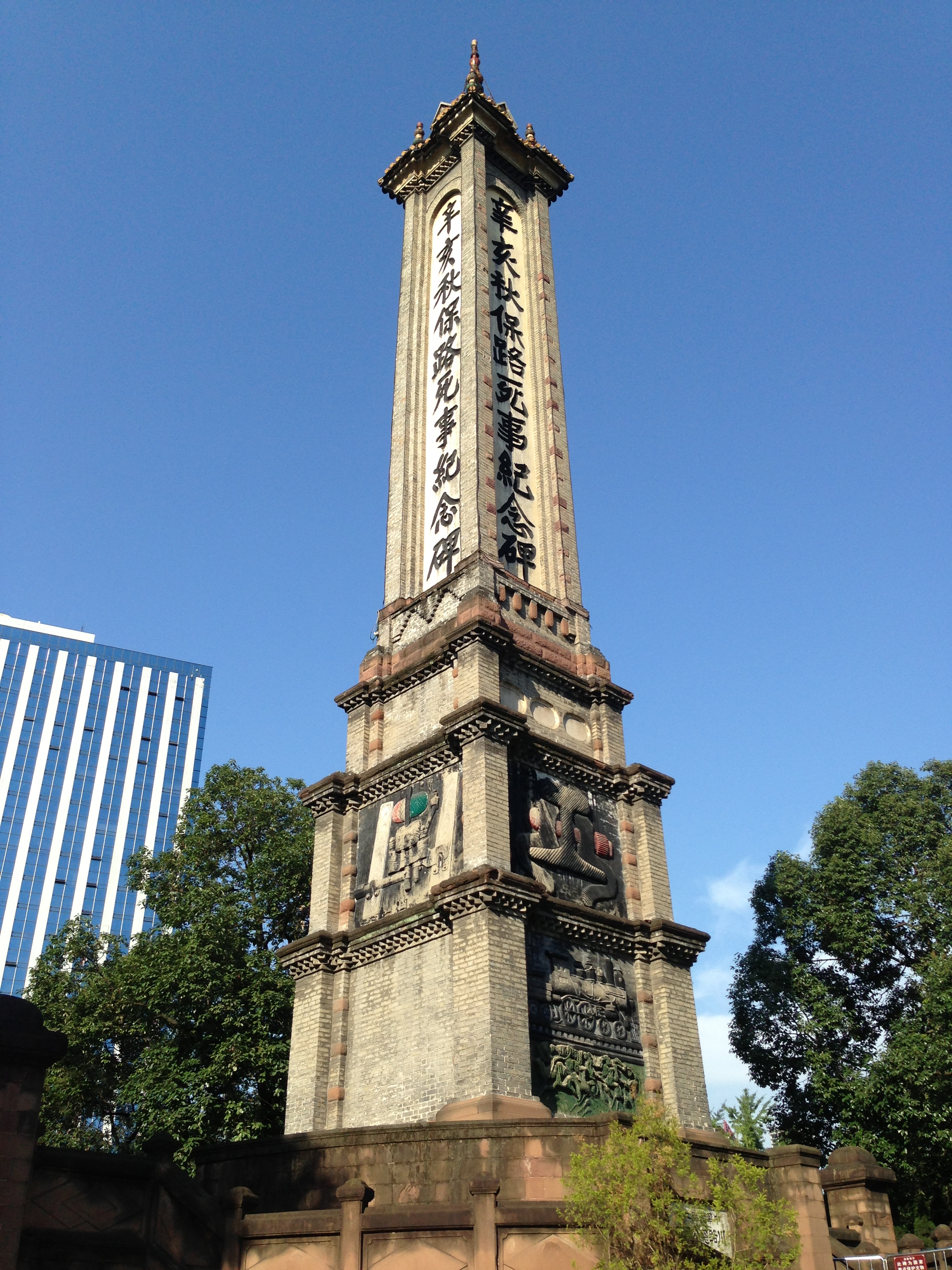
辛亥秋保路死事纪念碑，位于公园西北部
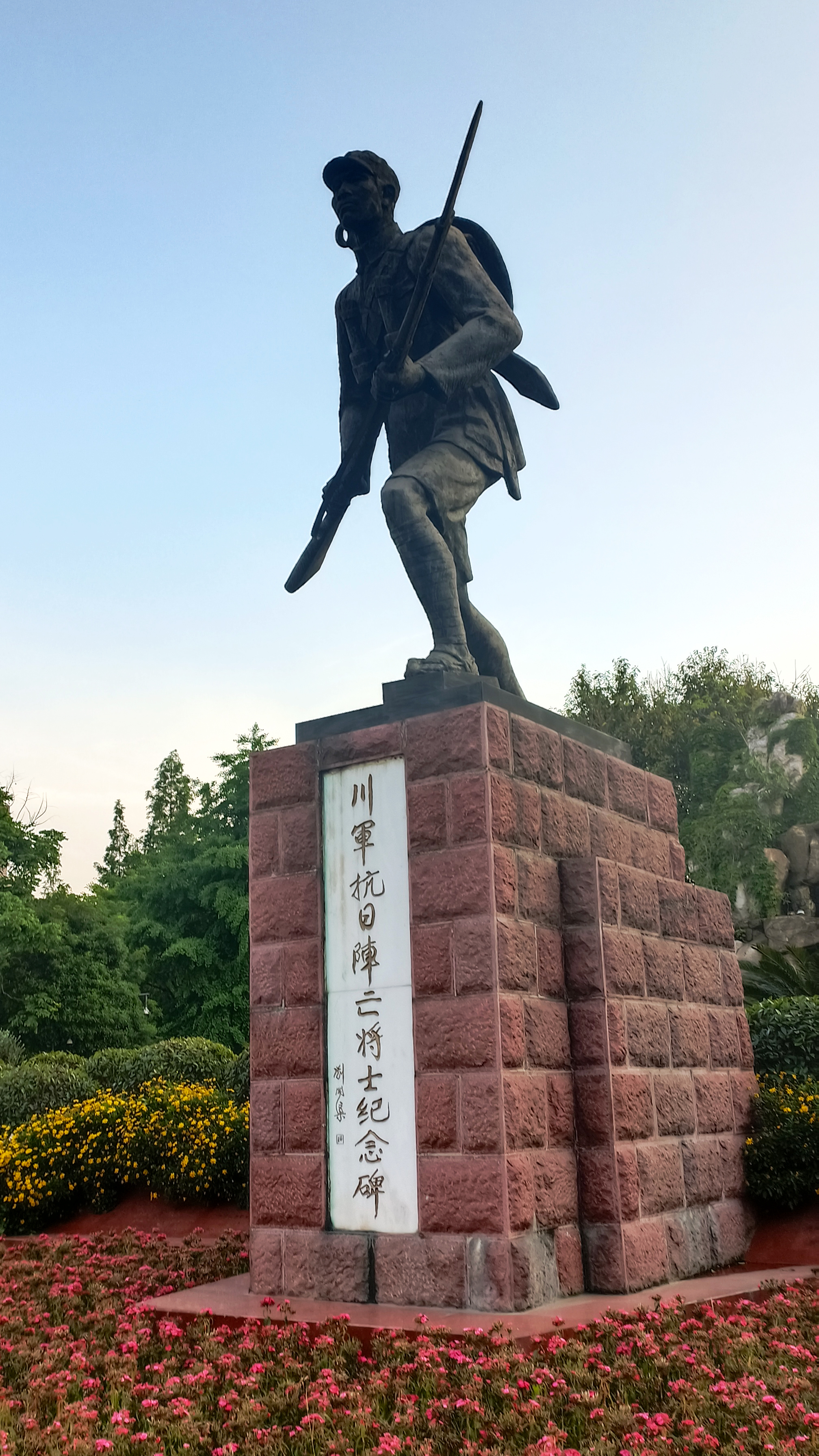
川军抗日阵亡将士纪念碑，位于东门外
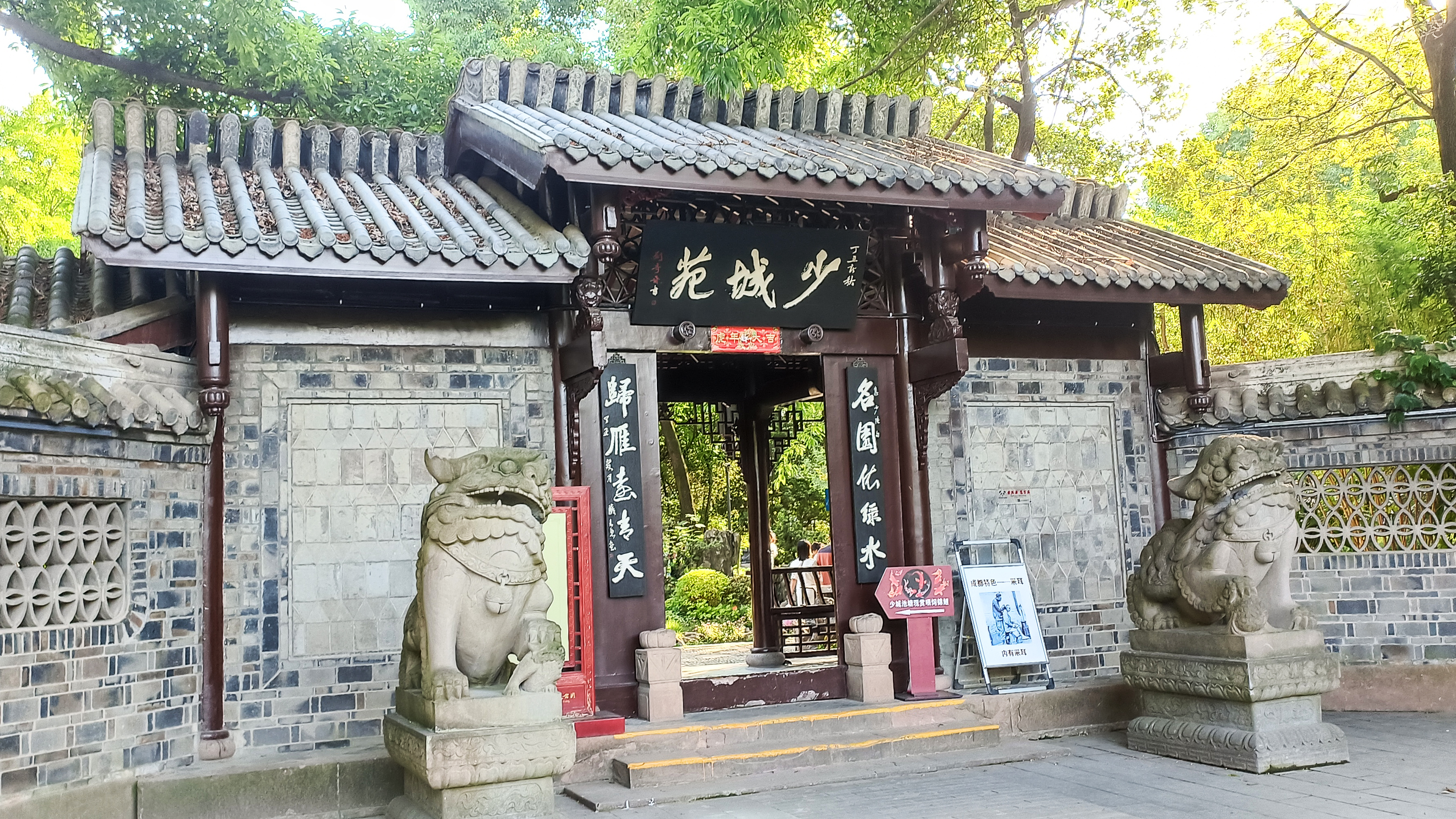
少城苑
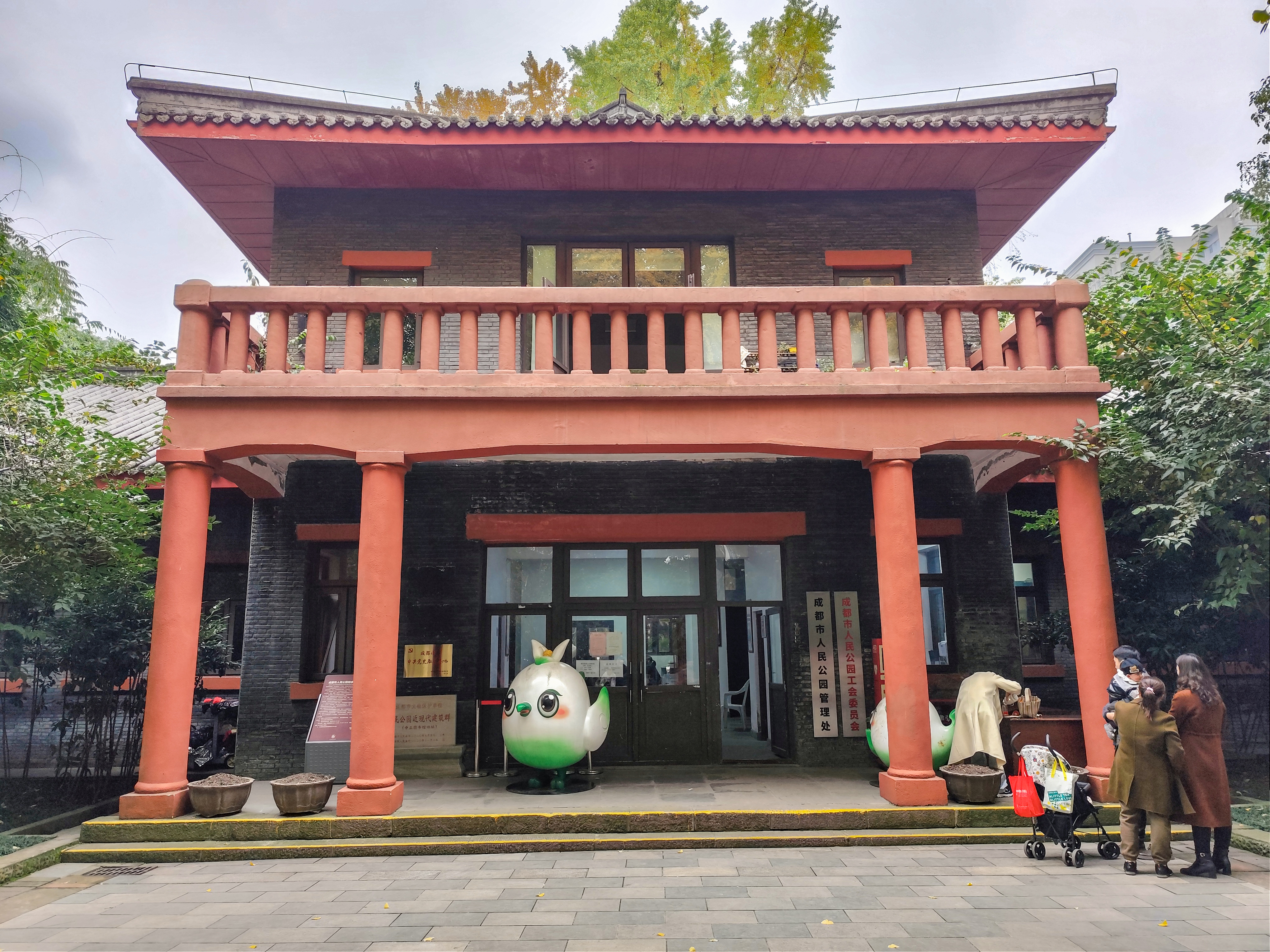
中正图书馆旧址，现人民公园管理处
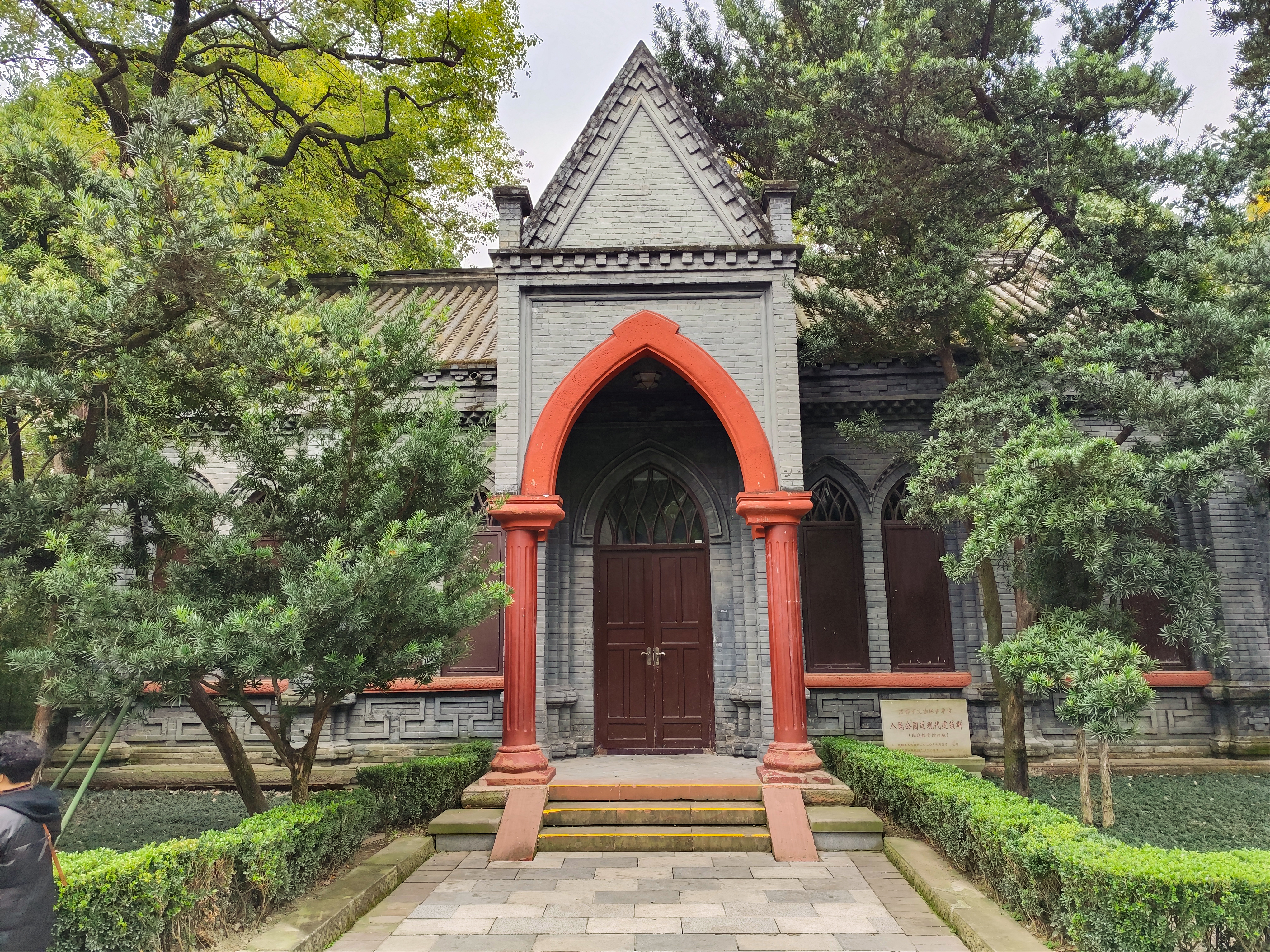
民众教育馆旧址，现人民公园大会议室
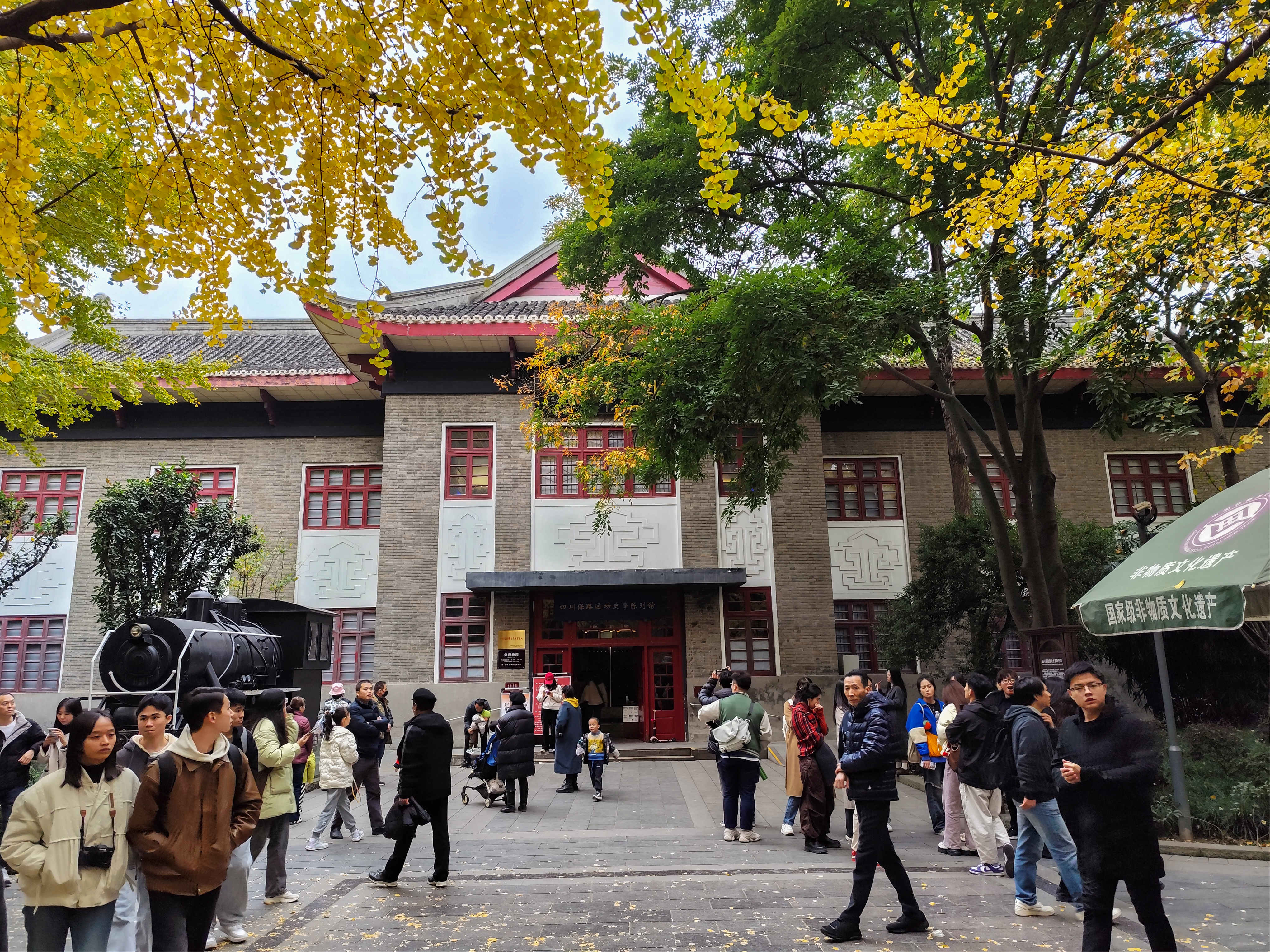
通俗教育馆旧址，现四川保路运动史事陈列馆
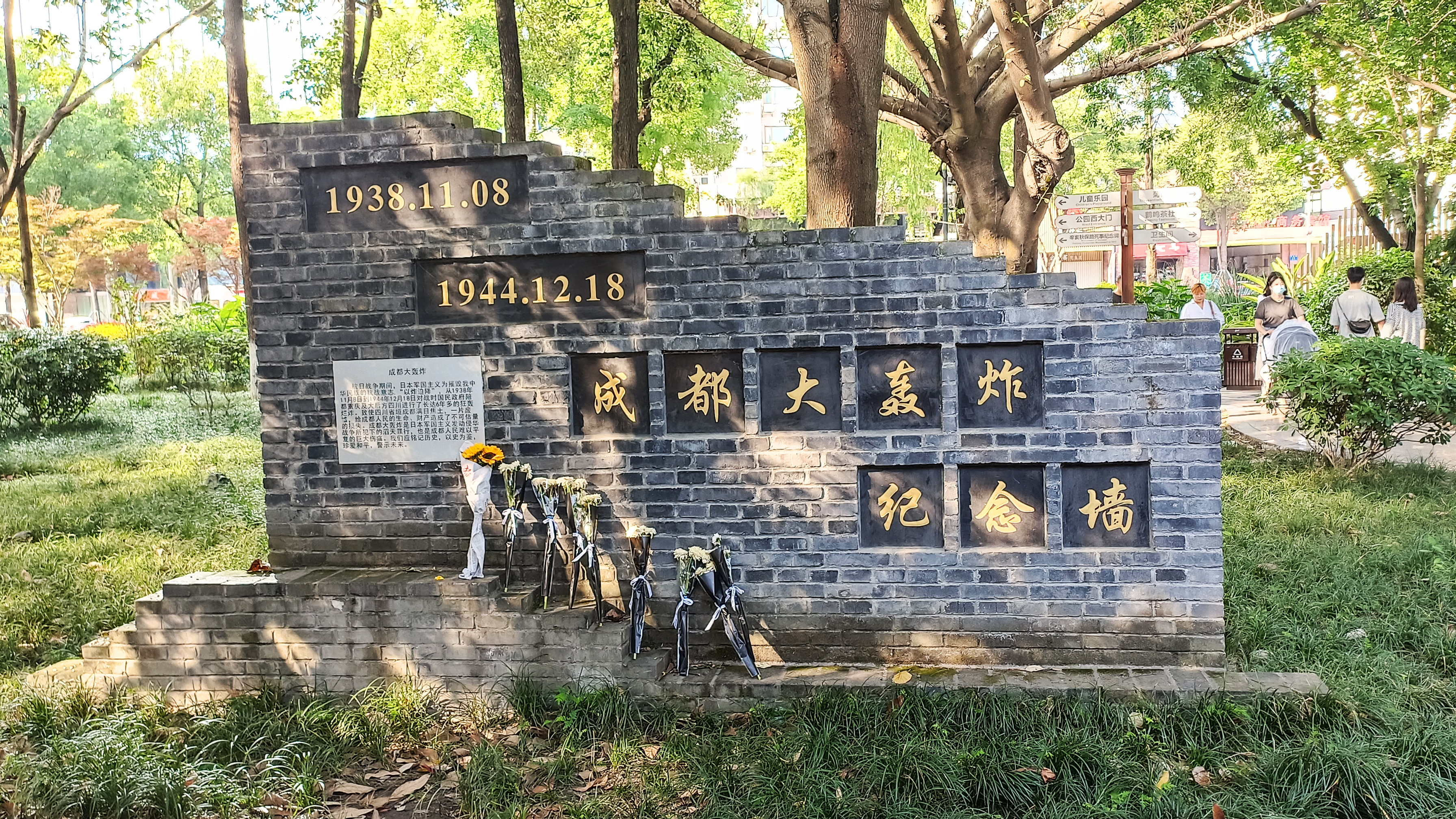
成都大轰炸纪念墙
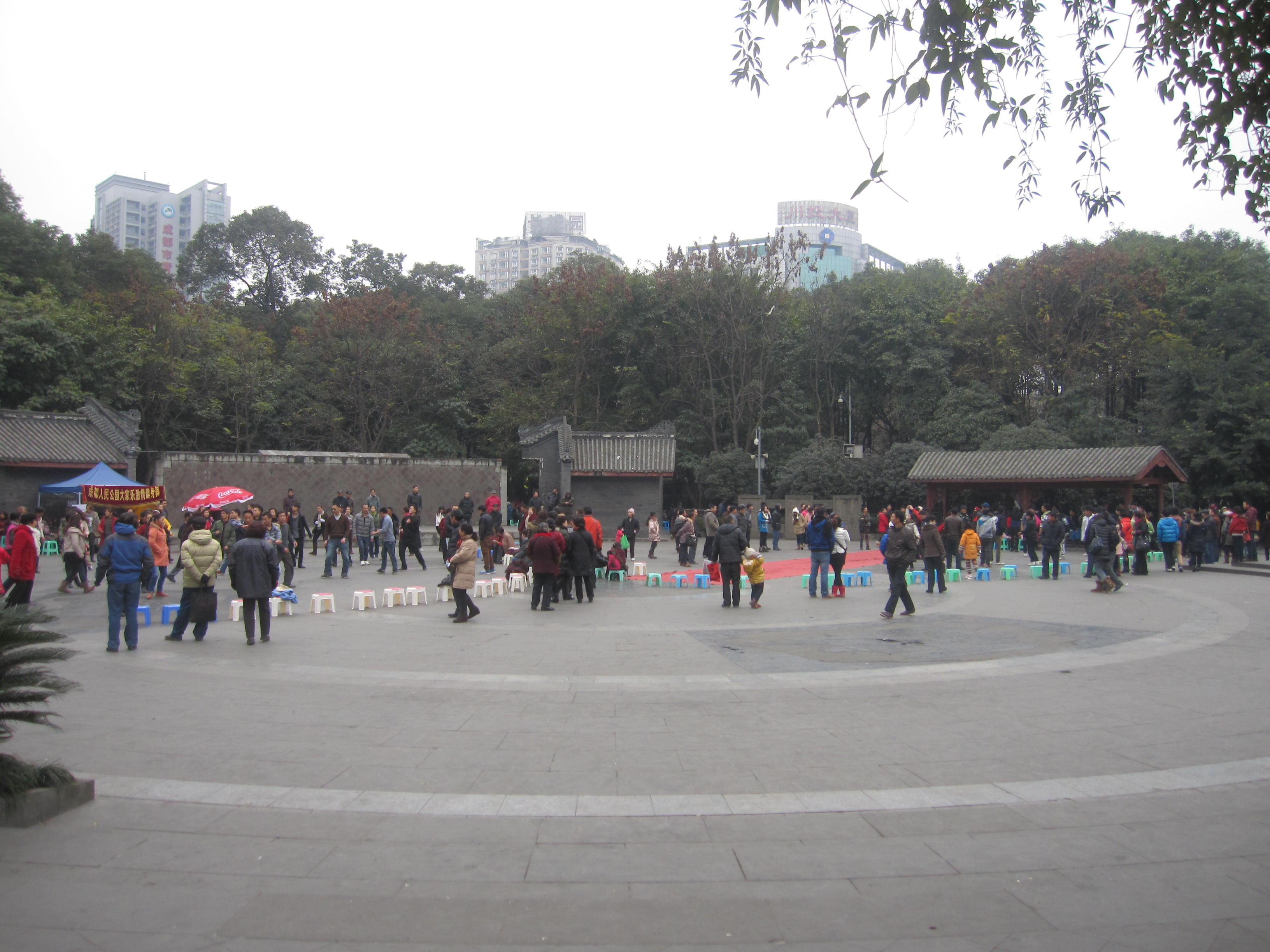
保路纪念广场